# نشانه دنس
نشانهٔ دَنس (انگلیسی: Dance's sign) یک نشانهٔ بالینی است که نخستین بار توسط آسیب‌شناس تشریحی فرانسوی ژان باتیست ایپولیت دنس توصیف شد که در آن هنگام معاینهٔ ربع تحتانی راست شکم، اگر تورفتگی یا عقب‌رفتن حفره تهیگاهی راست یافت شود، می‌تواند نشانه‌ای از درهم‌روی روده باشد.